# VASS
VASS es una empresa de soluciones digitales presente en 26 países de Europa, América y Asia. Fue fundada en 1999 en Madrid (España). Desde 2020 es propiedad mayoritaria de la empresa estadounidense One Equity Partners (ONE). 

## Historia
La empresa fue creada en 1999 por el economista Franciso Javier Latasa en su casa familiar de Alcobendas, con un capital inicial de 500 000 pesetas (3000 euros). VASS significa “Valor añadido de soluciones y servicios”. El acrónimo fue adoptado como nombre para la compañía a partir del nombre del abuelo del fundador, el escultor gaditano Juan Luis Vassallo. El logo de la compañía es la primera parte de la firma del artista.  
VASS comenzó instalando sistemas SAP que permitían a las empresas gestionar sus recursos humanos, financiero-contables, productivos y logísticos. En 2006 abrió una oficina en Barcelona y en 2007 otra en Londres. A partir de 2010 se expandió internacionalmente a Estados Unidos, México, Colombia, Chile, Perú y Ámsterdam. A finales de 2020, la empresa fue adquirida por la firma de capital riesgo One Equity Partners (OEP), continuando con la expansión al adquirir compañías del sector tecnológico, y fundar otras nuevas.

## Grupo VASS
El ecosistema de la compañía abarca áreas como experiencia de cliente, computación en la nube, inteligencia artificial, ciberseguridad, ingeniería de software y banca, entre otras.
En 2006 VASS se amplió creando Serbatic, una empresa de servicios TIC. En 2008, Nateevo, empresa de marketing digital (antes Montejava y Vass Digital). En 2011 se crearon nuevas líneas de negocio: movilidad empresarial y estrategia digital global, y se obtuvieron las certificaciones ISO/IEC 20000 e ISO/IEC 27001.
En 2016 la compañía se trasladó al Parque Empresarial La Moraleja, en Alcobendas. En 2018 el grupo creó vdSHOP, una empresa fullcommerce.
Tras la inversión mayoritaria de One Equity Partners (OEP) se adquirieron CRI Group, especializada en ciberseguridad con sede en Luxemburgo, Ecenta AG (empresa alemana de tecnología SAP y estrategia de clientes), y Comunytek (sistemas y productos para banca mayorista y mercados de capitales), así como la fundación de la empresa T4S Advanced Solutions (consultoría SAP).
En 2022, el Grupo VASS adquirió One Inside (empresa suiza de tecnología Adobe), Movetia (firma española de servicios digitales para el sector automovilístico y financiero), Hexagon Data (empresa mexicana de automatización de marketing digital), Zington (consultora sueca de tecnología digital), Intelygenz (empresa española de inteligencia artificial). En 2023 VASS adquirió Copilot (consultora de software estadounidense), PSKinetic (firma británica para la incorporación de IA en el sector financiero), y Pia Relations (consultora sueca de CRM y servicios en la nube).

## Datos empresariales

### Evolución del empleo
La empresa tenía 100 empleados en 2002, pasó a 500 en 2011, 1.000 en 2014, 2.186 en 2020, 3.410 en 2022 y 4.600 en 2023. La compañía formó parte del ranking de las 100 mejores empresas para trabajar en España en 2005, y se ha mantenido hasta 2023.

### Facturación
- 2016 - 82,1 millones de euros.[20]
- 2018 - 110 millones de euros.[4]
- 2019 - 135 millones de euros.[6]
- 2020- 142 millones de euros.[19]
- 2022- 272,6 millones de euros.[21]